# Armando Oliveira
Armando Costa de Oliveira (Uruçuca, 5 de maio de 1936 — Salvador, 17 de janeiro de 2005) foi um cronista e comentarista esportivo baiano.

## Biografia
Nascido em Água Preta (atual Uruçuca), Armando Oliveira iniciou a carreira de radialista na Rádio Clube de Ilhéus. Em 1980, foi para o rádio da capital, integrar a equipe da Rádio Clube de Salvador. Em seguida transferiu-se para a Rádio Sociedade da Bahia, onde permaneceu trabalhando até os últimos dias de sua vida.
Escreveu sua coluna de temas livres do cotidiano, onde retratava através de personagens e tipos populares, o modo simples e pitoresco do povo soteropolitano e baiano. Tinha sempre tiradas inteligentes e contundentes sobre o panorama político e cultural do país, sempre com uma veia precisa, educada, ferina e engraçada, fazendo sucesso por muitos anos no  Jornal da Bahia e no Bahia Hoje (ambos extintos) e posteriormente na Tribuna da Bahia e A Tarde, onde publicou  sua coluna de comentários esportivos, "Gol de Placa". 
Armando Oliveira participou de cinco Copas do Mundo de Futebol como comentarista, e por oito vezes recebeu a conhecida Bola de Ouro, dada aos melhores do jornalismo esportivo. Trabalhava aos domingos no programa Cartão Verde Bahia, da TVE Bahia.
Casado com Solange Rocha de Oliveira, ao morrer deixou sua mulher, um filho e duas netas. Antes de morrer, já tinha perdido um filho, chamado Marcelo aos dez anos.

## Homenagens
Em janeiro de 2006, o Estádio Waldeck Ornellas, em Camaçari, mudou de nome para Estádio Armando Oliveira em sua homenagem. Além do estádio de futebol, Armando Oliveira foi homenageado com o Troféu Armando Oliveira, uma premiação anual criada em 2006 para os melhores futebolistas de cada temporada do Campeonato Baiano de Futebol em cada posição, assim elegendo uma espécie de seleção dos melhores do campeonato.
A Tribuna de Honra do Estádio Municipal Antonio Pena em Catu, também carrega o nome de Armando Oliveira em sua homenagem.
Montada pela Secretaria Municipal de Comunicação no Hotel da Bahia, no bairro do Campo Grande, a Sala de Imprensa do Carnaval de Salvador foi denominada, em 2005, como Sala de Imprensa Armando Oliveira.